# Joseph Arthur
Joseph Arthur é um cantor, compositor e artista estadunidense, de Akron, Ohio. Ele foi membro das bandas Fistful of Mercy e RNDM, porém é mais conhecido por seu trabalho solo.
Arthur construiu uma boa reputação na indústria musical e suas letras e canções foram bem recebidas pela crítica. Ele foi descoberto pelo músico Peter Gabriel em meados da década de 1990 e assinou com a gravadora Real World.
Ele lançou seu primeiro disco, Big City Secrets (1997), e depois mais um trabalho, Come to Where I'm From (2000), pela Real World antes de firmar contrato com várias gravadoras independentes entre 2002 e 2006. Ele então estabeleceu seu próprio selo, Lonely Astronaut Records, em 2006, e lançou mais dois álbuns, Let's Just Be (2007) e Temporary People (2008) com apoio da banda The Lonely Astronauts. Arthur continuou a gravar canções e fazer diversos shows solo, lançando os álbuns The Graduation Ceremony em 2011 e Redemption City em 2012.
Em 2013, Arthur começou uma campanha no "PledgeMusic" para financiar seu décimo álbum de estúdio, The Ballad of Boogie Christ. O disco foi lançado oficialmente em 11 de junho do mesmo ano.
Arthur também é conhecido por seu trabalho como pintor e designer. As capas do seu disco são de sua autoria. Em 1999 o seu EP, intitulado Vacancy, foi nomeado ao Grammy de "Melhor Capa".

## Discografia
Álbum de estúdio
- Big City Secrets (1997)
- Come to Where I'm From (2000)
- Redemption's Son (2002)
- Our Shadows Will Remain (2004)
- Nuclear Daydream (2006)
- Let's Just Be (2007)
- Temporary People (2008)
- The Graduation Ceremony (2011)
- Redemption City (2012)
- The Ballad of Boogie Christ (2013)
- The Ballad of Boogie Christ Act II (2013)
- Lou: The Songs of Lou Reed (2014)
- Days of Surrender (2015)
- The Family (2016)

EPs
- Cut and Blind (agosto de 1996)
- Vacancy (11 de maio de 1999)
- Junkyard Hearts I (15 de fevereiro de 2002)
- Junkyard Hearts II (28 de fevereiro de 2002)
- Junkyard Hearts III (15 de março de 2002)
- Junkyard Hearts IV (28 de março de 2002)
- And the Thieves Are Gone (7 de dezembro de 2004)
- Could We Survive (18 de março de 2008)
- Crazy Rain (15 de abril de 2008)
- Vagabond Skies (10 de junho de 2008)
- Foreign Girls (8 de julho de 2008)